# Pablo Fernando Hernández
Pablo Fernando Hernández Roetti (né le 2 mai 1975 à Montevideo en Uruguay) est un joueur de football international uruguayen, qui évolue au poste de défenseur.

## Biographie

### Carrière en sélection
Avec l'équipe d'Uruguay, il joue 7 matchs (pour aucun but inscrit) entre 1996 et 1997. 
Pablo Hernández figure dans le groupe des sélectionnés lors de la Copa América de 1997. 
Il participe également à la Coupe des confédérations de 1997. Lors de cette compétition, il joue 4 matchs.
Il joue enfin un match face au Venezuela comptant pour les tours préliminaires de la coupe du monde 1998.

## Palmarès
Pachuca
- Championnat du Mexique (1) :
  - Champion : 1999 (Hiver).